# 산미겔데투쿠만
산 미겔 데 투쿠만(San Miguel de Tucumán) (간단하게 투쿠만이라고 한다.)은 아르헨티나 투쿠만주의 주도이자, 북 아르헨티나 최대의 도시로, 2001년 인구조사에서 527,607명의 인구를 기록하였다. 메트로 폴리탄 지역은 830,000명의 인구가 상주하며, 이것은 아르헨티나에서도 5번째 규모에 속하는 것이다. 1565년 스페인 정복자인 디에고 데 비야로엘이 페루에서 탐사를 하는 동안 발견하며, 1685년 현재의 위치로 이주를 하였다.

## 역사
1562년 스페인인 정복자 디에고 데 비야로엘 (Diego de Villarroel)이 페루에서 원정을 올 때 마을을 창설했다. 1685년에 마을은 현재의 장소에 옮겨졌다. 독립 운동의 시기에는 투 쿠먼은 국민의회가 이곳에서 개최되었다. 1816년 7월 9일에는 리오 데 라 프라타 연합주의 독립이 선언되었다.

## 지리
온난 기후로, 안데스산맥에서 관개 용수를 이용한 사탕수수 생산의 거점이며, 아르헨티나의 설탕의 70%을 생산한다. 철도, 도로의 요지이며, 섬유나 전자기기와 같은 공업도 발달되었다. 아르헨티나 북부의 핵심 지역 중 하나이다. 주변 도시로는 약 200 km 남서의 도카타마르카 주, 140 km 남동쪽의 도산티아고 델 에스테로 등이 있다.

## 기후
서늘한 겨울을 가지고 있는 아열대성 기후이다. 여름은 무덥지만, 고산기후의 특성상 팜파스에서 차가운 바람이 불어온다.
전반적인 날씨는 따듯하고, 비가 많아 연간 800~1000mm의 비가 내린다. 봄가을은 따듯하고 시원한 바람이 남쪽에서 불어온다. 이때의 평균 기온은 25 °C이며, 여름에는 40 °C까지 올라갔다가 겨울에는 10 °C까지 떨어진다.
1565년 이후로 1920년에 한번 눈이 도시를 뒤덮은 적이 있을 정도로 눈은 오지 않는다.
| 산미겔데투쿠만의 기후                                                                         | 산미겔데투쿠만의 기후 | 산미겔데투쿠만의 기후 | 산미겔데투쿠만의 기후 | 산미겔데투쿠만의 기후 | 산미겔데투쿠만의 기후 | 산미겔데투쿠만의 기후 | 산미겔데투쿠만의 기후 | 산미겔데투쿠만의 기후 | 산미겔데투쿠만의 기후 | 산미겔데투쿠만의 기후 | 산미겔데투쿠만의 기후 | 산미겔데투쿠만의 기후 | 산미겔데투쿠만의 기후 |
| 월                                                                                            | 1월                   | 2월                   | 3월                   | 4월                   | 5월                   | 6월                   | 7월                   | 8월                   | 9월                   | 10월                  | 11월                  | 12월                  | 연간                  |
| --------------------------------------------------------------------------------------------- | --------------------- | --------------------- | --------------------- | --------------------- | --------------------- | --------------------- | --------------------- | --------------------- | --------------------- | --------------------- | --------------------- | --------------------- | --------------------- |
| 역대 최고 기온 °C (°F)                                                                        | 42.2 (108.0)          | 41.7 (107.1)          | 39.0 (102.2)          | 35.6 (96.1)           | 34.1 (93.4)           | 29.5 (85.1)           | 39.3 (102.7)          | 39.2 (102.6)          | 41.8 (107.2)          | 45.0 (113.0)          | 44.8 (112.6)          | 44.0 (111.2)          | 45.0 (113.0)          |
| 일평균 최고 기온 °C (°F)                                                                      | 31.3 (88.3)           | 29.7 (85.5)           | 27.9 (82.2)           | 24.9 (76.8)           | 21.4 (70.5)           | 19.0 (66.2)           | 19.4 (66.9)           | 23.3 (73.9)           | 26.3 (79.3)           | 28.9 (84.0)           | 30.3 (86.5)           | 31.3 (88.3)           | 26.1 (79.0)           |
| 일일 평균 기온 °C (°F)                                                                        | 25.3 (77.5)           | 24.2 (75.6)           | 22.7 (72.9)           | 19.6 (67.3)           | 15.9 (60.6)           | 13.0 (55.4)           | 12.3 (54.1)           | 15.2 (59.4)           | 18.4 (65.1)           | 21.8 (71.2)           | 23.7 (74.7)           | 25.1 (77.2)           | 19.8 (67.6)           |
| 일평균 최저 기온 °C (°F)                                                                      | 20.3 (68.5)           | 19.7 (67.5)           | 18.5 (65.3)           | 15.5 (59.9)           | 11.8 (53.2)           | 8.5 (47.3)            | 6.9 (44.4)            | 8.7 (47.7)            | 11.5 (52.7)           | 15.4 (59.7)           | 17.7 (63.9)           | 19.5 (67.1)           | 14.5 (58.1)           |
| 역대 최저 기온 °C (°F)                                                                        | 11.3 (52.3)           | 10.1 (50.2)           | 7.8 (46.0)            | 3.9 (39.0)            | 0.2 (32.4)            | −2.2 (28.0)           | −3.0 (26.6)           | −2.5 (27.5)           | −0.4 (31.3)           | 2.5 (36.5)            | 4.8 (40.6)            | 9.9 (49.8)            | −3.0 (26.6)           |
| 평균 강수량 mm (인치)                                                                         | 238.0 (9.37)          | 181.9 (7.16)          | 134.6 (5.30)          | 61.6 (2.43)           | 27.6 (1.09)           | 12.9 (0.51)           | 5.4 (0.21)            | 6.4 (0.25)            | 15.1 (0.59)           | 63.8 (2.51)           | 102.3 (4.03)          | 160.1 (6.30)          | 1,009.7 (39.75)       |
| 평균 강수일수 (≥ 0.1 mm)                                                                      | 12.7                  | 11.1                  | 12.0                  | 9.4                   | 7.5                   | 4.9                   | 2.8                   | 1.5                   | 3.1                   | 7.4                   | 10.1                  | 11.5                  | 93.9                  |
| 평균 강설일수                                                                                 | 0.0                   | 0.0                   | 0.0                   | 0.0                   | 0.0                   | 0.0                   | 0.0                   | 0.1                   | 0.0                   | 0.0                   | 0.0                   | 0.0                   | 0.1                   |
| 평균 상대 습도 (%)                                                                            | 73.4                  | 76.9                  | 80.0                  | 80.2                  | 79.7                  | 77.6                  | 69.4                  | 59.2                  | 55.9                  | 61.0                  | 65.3                  | 69.1                  | 70.6                  |
| 평균 월간 일조시간                                                                            | 229.4                 | 186.5                 | 173.6                 | 153.0                 | 145.7                 | 135.0                 | 186.0                 | 204.6                 | 198.0                 | 195.3                 | 213.0                 | 229.4                 | 2,249.5               |
| 평균 일일 일조시간                                                                            | 7.4                   | 6.6                   | 5.6                   | 5.1                   | 4.7                   | 4.5                   | 6.0                   | 6.6                   | 6.6                   | 6.3                   | 7.1                   | 7.4                   | 6.2                   |
| 가능 일조율                                                                                   | 52.9                  | 46.2                  | 45.3                  | 46.8                  | 44.9                  | 47.5                  | 60.3                  | 57.0                  | 55.4                  | 50.7                  | 50.6                  | 60.0                  | 51.5                  |
| 출처: 아르헨티나 국립기상청 (평년값: 1991년~2020년, 극값: 1961년~현재, 일조율: 1991년~2000년) |                       |                       |                       |                       |                       |                       |                       |                       |                       |                       |                       |                       |                       |